# María Isabel de Holstein-Gottorp (1678-1755)
María Isabel de Holstein-Gottorp (en alemán, Marie Elisabeth von Holstein-Gottorf; Hamburgo, 21 de marzo de 1678-Quedlinburg, 17 de julio de 1755) fue entre 1718 y 1755 princesa-abadesa de la abadía imperial de Quedlinburg.

## Biografía
María Isabel era la hija menor del duque Cristián Alberto de Holstein-Gottorp (1641-1695) y de su esposa, Federica Amalia de Dinamarca (1649-1704), hija del rey Federico III de Dinamarca. Fue considerada para el matrimonio con el rey Carlos XII de Suecia, pero él declinó.
En 1718, fue elegida princesa-abadesa de Quedlinburg. Sin embargo, los reyes en Prusia, quienes obtuvieron la custodia de la abadía-principado como electores de Brandeburgo en 1693, intentaron imponer su autoridad sobre el pequeño estado del Sacro Imperio Romano Germánico intentando influir en la elección de la nueva princesa-abadesa en favor de sus propios parientes. María Isabel fue elegida varias veces durante el interregnum, mientras que la abadía-principado fue gobernada por la preboste María Aurora von Königsmarck, pero el rey Federico Guillermo I de Prusia rechazó en dar su consentimiento en cada elección y el emperador del Sacro Imperio, Carlos VI, consecuentemente rechazó confirmar las elecciones. La elección, sin embargo, finalmente fue hacia delante pero la selección de una duquesa de Schleswig-Holstein-Gottorp en lugar de una princesa de Prusia causó gran revuelo. Debido a sus disputas territoriales con el rey de Prusia, María Isabel se volvió hacia el emperador del Sacro Imperio, aunque sin éxito.
Como gobernante, la princesa-abadesa María Isabel restauró el castillo, la abadía y la Iglesia abacial de San Servacio, donde fue enterrada a su muerte en Quedlinburg. Después de su muerte, una princesa de Prusia fue finalmente elegida y María Isabel fue sucedida por la princesa Ana Amalia de Prusia.